# Audrius Klišonis
Audrius Klišonis (ur. 15 maja 1964 w Rakiszkach) – litewski farmaceuta, polityk i działacz społeczny, poseł na Sejm Republiki Litewskiej (2000–2004).

## Życiorys
Po ukończeniu szkoły średniej w rodzinnych Rakiszkach podjął naukę na wydziale farmacji Instytutu Medycznego w Kownie. W 1987 znalazł zatrudnienie jako kierownik apteki. Pięć lat później założył własną firmę aptekarską "Inesa". Został członkiem Rotary Club oraz stowarzyszenia dziennikarzy "Marinus" w Płungianach. Stanął na czele klubu koszykarskiego "Žemaitukai". W latach 2000–2002 pełnił również funkcję prezesa litewskiej federacji Judo.
W 1989 wszedł w skład rady deputowanych ludowych rejonu płungiańskiego. Od 1992 pozostawał członkiem Litewskiego Związku Liberałów, przewodził jego oddziałowi w Płungianach, był również członkiem rady krajowej partii oraz jej komisji etyki.
Po raz kolejny był wybierany do rady rejonowej w latach 1990, 1997, 2000, 2002, 2007 i 2011. W 2000 znalazł się we władzach rejonu, był również przewodniczącym komisji zdrowia i spraw społecznych.
W wyborach w 2000 uzyskał mandat posła na Sejm Republiki Litewskiej. Przewodniczył delegacji parlamentu do Zgromadzenia Bałtyckiego. Od 2003 należał do Związku Liberałów i Centrum, z jego ramienia bez powodzenia w 2004 i 2008 kandydował do parlamentu. W 2015 ponownie wszedł do lokalnego samorządu z ramienia Ruchu Liberalnego Republiki Litewskiej, wygrywając bezpośrednie wybory na mera rejonu płungiańskiego (reelekcja w 2019 i 2023).

## Odznaczenia
- Medal Rady Bałtyckiej – 2002[4]